# Premio Ceppo Pistoia
Il Premio Ceppo Pistoia (la denominazione completa è Premio Letterario Internazionale Ceppo Pistoia) è un premio letterario italiano che a partire dal 1956 viene assegnato annualmente dall'Accademia Pistoiese del Ceppo a un'autrice o autore di lingua italiana dedicando ogni edizione per anni alterni alle raccolte di racconti e alle raccolte di poesie edite nel biennio precedente. Ogni anno viene inoltre assegnato il Premio Letterario Internazionale "Piero Bigongiari" a nomi di spicco della poesia contemporanea internazionale e premi speciali ad autori che si sono distinti nell'ambito della letteratura per l'infanzia e della cultura del verde e dell'ecologia, oltre a riconoscimenti per le voci emergenti della letteratura italiana.

## Origini e storia
Il premio è stato istituito nel 1955 su iniziativa di un gruppo di lettori e intellettuali pistoiesi tra cui Vittorio Brachi, Silvano Gestri, Fabrizio Rafanelli e Nardino Nardini, con l'intenzione di richiamare l'attenzione di critica e pubblico in relazione alla "rivalutazione del racconto come genere e impegno narrativo [...] proponendo e approfondendo una linea trasversale all'interno della letteratura italiana, dal secondo dopoguerra a oggi" . Il Ceppo, a cui fanno riferimento sia il titolo del premio sia l'Accademia che lo promuove, è quello che dà il nome all'antico Ospedale del Ceppo di Pistoia che, secondo tradizione, fu costruito grazie ai contributi dei cittadini che depositavano le proprie donazioni dentro un grande ceppo di castagno.
La prima edizione del premio si è tenuta nel 1956. Del gruppo dei fondatori ha fatto parte Leone Piccioni che ha dato il contributo determinante alla formazione della prima Giuria Letteraria, di cui egli stesso era membro, rimasta invariata per anni e composta da poeti, narratori e critici tra i più grandi del Novecento italiano: Carlo Betocchi, Nicola Lisi, Mario Luzi, Piero Bigongiari . Negli anni successivi tra i nomi dei membri della Giuria spiccano quelli di Carlo Bo, Geno Pampaloni, Luigi Baldacci (critico letterario), Margherita Guidacci, Giulio Cattaneo (letterato) e Milo De Angelis.
Dalla dodicesima edizione, nel 1967, il premio viene destinato anche alla poesia con gli stessi obbiettivi che i fondatori si erano proposti per la diffusione del genere del racconto e inaugurando la prassi che vede premiato a anni alterni uno scrittore e un poeta, modalità che costituisce la peculiarità del Premio Ceppo.
Nel 1979, in occasione della ventiquattresima edizione del premio, al riconoscimento principale viene affiancato il "Ceppo Proposte", un premio destinato a scoprire e valorizzare autori nuovi e giovani. Una terna di finalisti scelta dalla Giuria Letteraria viene sottoposta al giudizio della neonata "Giuria dei Lettori", una giuria popolare composta da 21 rappresentanti delle categorie socio-economiche-culturali della provincia di Pistoia.
Dalla quarantesima edizione, nel 1996, la Giuria dei Lettori ha assunto la denominazione di Giuria dei Giovani Lettori, comprendendo 21 ragazzi dai 15 ai 35 anni, scelti tra studenti degli istituti secondari, universitari e giovani rappresentanti delle categorie socio-economiche della provincia di Pistoia, con l'intento di avvicinare alla lettura le nuove generazioni coinvolgendoli nella scelta del vincitore del Ceppo Proposte.
La volontà degli organizzatori del Premio Ceppo di coinvolgere negli incontri con gli autori un pubblico di giovani lettori iniziato nel 1996, si definisce a partire dalla cinquantesima edizione, nel 2006, con l'istituzione della manifestazione culturale che affianca il Premio, intitolata Il Tempo del Ceppo, fortemente voluta e curata dal nuovo direttore artistico dell'Accademia del Ceppo, Paolo Fabrizio Iacuzzi, con l'intento di promuovere la lettura e l'animazione alla lettura con particolare attenzione a un pubblico di giovani, trasformando il momento del riconoscimento agli autori in occasione di incontro e scambio socio-culturale.
L'anno successivo il Ceppo Proposte viene cancellato e la Giuria dei Giovani Lettori viene direttamente coinvolta nel Premio Ceppo. La Giuria Letteraria determina i nomi dei tre vincitori del Premio Ceppo Selezione e i 21 giovani decretano il loro vincitore in una votazione con spoglio di schede in diretta durante la cerimonia di premiazione. Nella stessa edizione vengono inaugurate due nuove categorie di riconoscimento: il "Premio Ceppo Ragazzi Letteratura per l'Infanzia e l'Adolescenza" e il "Premio Cultura del Verde".
Nel 2009 viene istituito il Premio Ceppo Internazionale "Piero Bigongiari" destinato a un nome di spicco della letteratura mondiale che verrà inaugurato con la premiazione di Mario Vargas Llosa. Nello stesso anno il Premio Ceppo assume la denominazione completa di Premio Letterario Internazionale Ceppo Pistoia.